# Lebeng Timur
Lebeng Timur is een bestuurslaag in het regentschap Sumenep van de provincie Oost-Java, Indonesië. Lebeng Timur telt 3121 inwoners (volkstelling 2010).